# Christian Friedrich Stempel
Christian Friedrich Stempel, w jęz. dolnołużyckim: Kito Fryco Stempel (ur. 29 listopada 1787 w Gross Partwitz/Parcowie (wieś obecnie nieistniejąca), zm. 2 kwietnia 1867 w Lübbenau/Lubnjowie) – serbołużycki działacz społeczny, pastor, pisarz i poeta, piszący w języku dolnołużyckim.

## Życiorys
W 1807 ukończył gimnazjum w Budziszynie, następnie studiował teologię w Lipsku, gdzie 7 września 1807 wraz z innymi studentami założył łużycki związek studencki Corps Lusatia Leipzig. W 1809 wstąpił do serbołużyckiego stowarzyszenia kaznodziejów. Po egzaminie teologicznym w 1810, pracował przez następne trzy lata jako nauczyciel domowy. Od 1813 był pastorem w Greifenhain (obecnie dzielnica miejscowości Drebkau/Drjowk), od 1823 proboszczem, a w 1853 został starszym pastorem w kościele św. Mikołaja w Lubnjowie. Prowadził kampanię społeczną na rzecz zachowania kultury i języka ludności serbołużyckiej. Spisał i opublikował łużyckie mity, podania i baśnie, tłumaczył literaturę grecką na język dolnołużycki, a nawet sam pisał wiersze w tym języku. Stempel uważany jest za znaczącego przedstawiciela literatury serbołużyckiej XIX wieku.

## Ważniejsze publikacje[2]
- Te tśi rychłe tšubały a druge pěsni (zbiór utworów poetyckich opublikowany w 1963).
- Theokritowe pastyrske pěsni. Phaedrusowe fable (zbiór utworów poetyckich i baśni opublikowany w 1963).